# Arrows FA1
Chronologie des modèles (1978)
Arrows A1
L'Arrows FA1 est la première monoplace de Formule 1 engagée par l'écurie britannique Arrows lors du championnat du monde de Formule 1 1978. Elle est pilotée par l'Italien Riccardo Patrese et l'Allemand Rolf Stommelen.

## Historique
En marge de la saison 1978, Jackie Oliver, Alan Rees et Tony Southgate quittent l'écurie Shadow pour fonder leur propre équipe, Arrows. Ils sont également rejoints par Riccardo Patrese, qui fait office de premier pilote. Southgate conçoit une nouvelle monoplace, l'Arrows FA1, inspirée de la Lotus 78, mais qui est surtout identique à la Shadow DN9, que l'ingénieur britannique a également conçu. Don Nichols, le patron de Shadow, intente alors un procès contre Arrows pour plagiat, mais le verdict ne sera pas connu avant plusieurs mois. Arrows peut donc s'engager en championnat avec la FA1, équipée de l'effet de sol, lors du Grand Prix du Brésil, où elle est acheminée par l'unique commanditaire de l'écurie, la compagnie aérienne brésilienne Varig. Pour cette première participation, Patrese, qualifié dix-huitième, termine dixième, remplissant l'objectif de l'écurie consistant à terminer la course,.
À partir du Grand Prix suivant, en Afrique du Sud, Arrows engage une deuxième voiture, pilotée par Rolf Stommelen, soutenu par la brasserie allemande Warsteiner. Stommelen se qualifie vingt-deuxième et termine neuvième de l'épreuve, tandis que Patrese, élancé depuis la septième place, abandonne à la suite de la casse de son moteur Ford-Cosworth à quatorze boucles de l'arrivée, alors qu'il menait la course depuis le vingt-septième tour, pour le deuxième Grand Prix de l'écurie britannique.
Au Grand Prix des États-Unis Ouest, disputé sur le circuit urbain de Long Beach, les sept écuries non adhérentes de la FOCA sont astreintes à une séance de préqualifications dont Arrows en réchappe aisément. Cette course voit Riccardo Patrese marquer le premier point de l’écurie britannique, puisque l'italien rallie l'arrivée en sixième position,. Patrese réitère cette performance lors de l'épreuve suivante, disputée à Monaco.

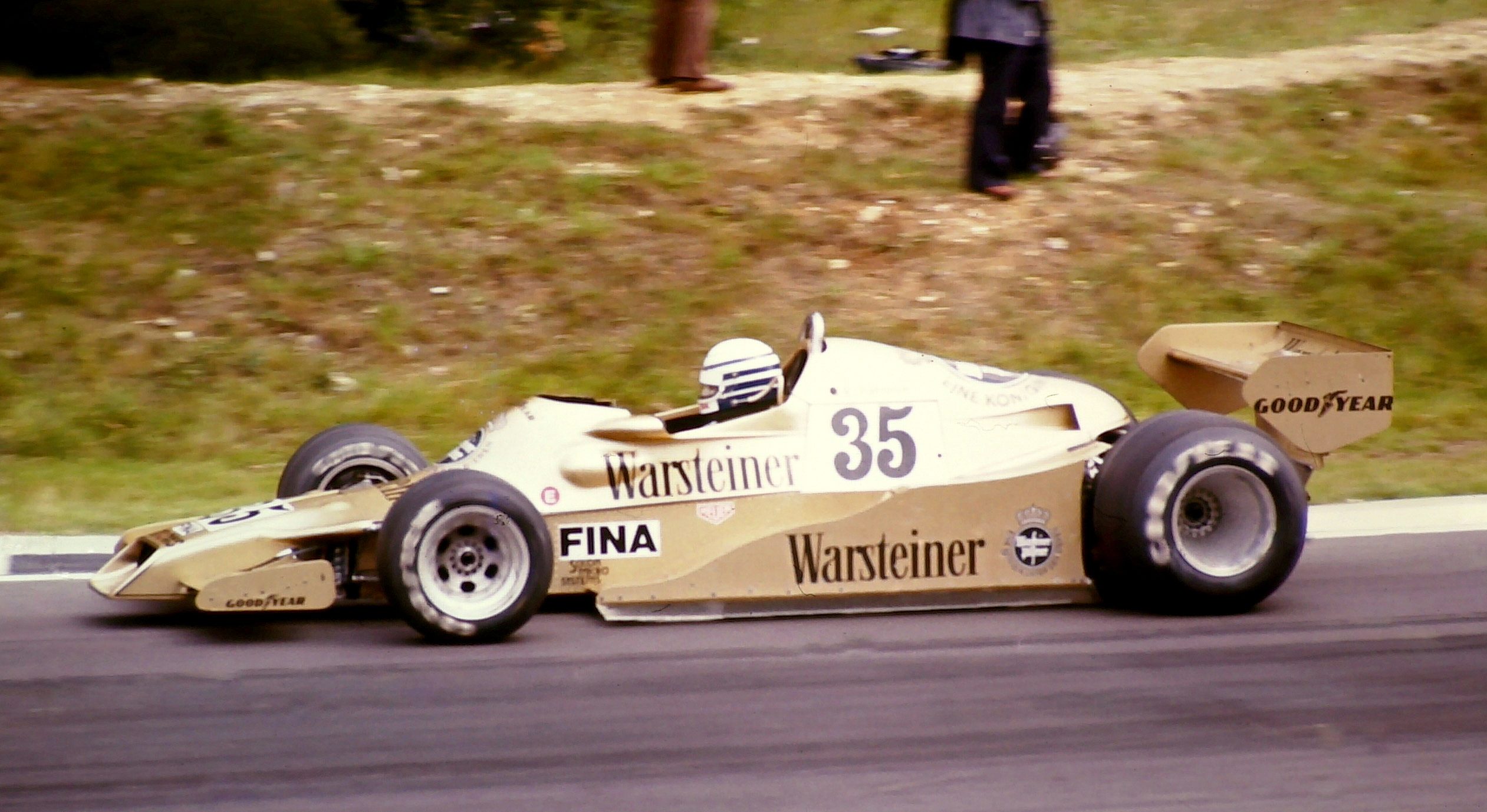
Riccardo Patrese en Grande-Bretagne.

Le Grand Prix de Belgique s'avère plus compliqué pour la jeune écurie anglaise : Stommelen, élancé depuis la dix-septième place, est victime d'une sortie de piste au vingt-septième tour. Quatre boucles plus loin, Patrese, parti huitième, abandonne à son tour à la suite de la casse de sa suspension,. En Espagne, l'Allemand termine à une anonyme quatorzième place, alors que son équipier subit une nouvelle casse moteur au vingt-deuxième tour de la course alors qu'il était cinquième,.
En Suède, Patrese se qualifie en cinquième place et lutte en fin de course pour conserver sa deuxième position face à Ronnie Peterson. L'Italien défend sa position en changeant régulièrement de trajectoire, ce qui énerve fortement le pilote suédois. S'il obtient le premier podium de sa carrière et de l'histoire d'Arrows, cette course lui forge une mauvaise réputation auprès de ses pairs,.
La suite de la saison est plus difficile pour Arrows qui ne marque plus aucun point avec la FA1 : au Grand Prix de Grande-Bretagne, Patrese part cinquième mais abandonne à mi-course à la suite d'une crevaison alors qu'il était deuxième, alors que Stommelen ne parvient pas à se qualifier,. Enfin, en Allemagne, Stommelen, onzième de l'épreuve, est disqualifié pour avoir roulé à contre-sens.
Début août 1978, la Haute Cour de Londres condamne Arrows pour avoir plagié le châssis DN9 de l'écurie Shadow : l'écurie anglaise doit remettre à sa rivale les pièces de la FA1 ou les détruire. Ainsi, à partir du Grand Prix d'Autriche, Arrows aligne une nouvelle monoplace, l'Arrows A1, en développement depuis le mois de juin.

## Résultats en championnat du monde de Formule 1
| Saison | Écurie             | Moteur               | Pneus    | Pilotes          | Courses | Courses | Courses | Courses | Courses | Courses | Courses | Courses | Courses | Courses | Courses | Courses | Courses | Courses | Courses | Courses | Points inscrits | Classement |
| Saison | Écurie             | Moteur               | Pneus    | Pilotes          | 1       | 2       | 3       | 4       | 5       | 6       | 7       | 8       | 9       | 10      | 11      | 12      | 13      | 14      | 15      | 16      | Points inscrits | Classement |
| ------ | ------------------ | -------------------- | -------- | ---------------- | ------- | ------- | ------- | ------- | ------- | ------- | ------- | ------- | ------- | ------- | ------- | ------- | ------- | ------- | ------- | ------- | --------------- | ---------- |
| 1978   | Arrows Racing Team | Ford-Cosworth DFV V8 | Goodyear |                  | ARG     | BRÉ     | AFS     | USO     | MON     | BEL     | ESP     | SUÈ     | FRA     | GBR     | ALL     | AUT     | P-B     | ITA     | USE     | CAN     | 11*             | 10e        |
| 1978   | Arrows Racing Team | Ford-Cosworth DFV V8 | Goodyear | Riccardo Patrese |         | 10e     | Abd     | 6e      | 6e      | Abd     | Abd     | 2e      | 8e      | Abd     | 9e      |         |         |         |         |         | 11*             | 10e        |
| 1978   | Arrows Racing Team | Ford-Cosworth DFV V8 | Goodyear | Rolf Stommelen   |         |         | 9e      | 9e      | Abd     | Abd     | 14e     | 14e     | 15e     | Nq      | Dsq     |         |         |         |         |         | 11*             | 10e        |

Légende : ici 

* 3 points marqués avec l'Arrows A1.